# Last to Surrender
Last to Surrender é un film canadese del 1998 diretto da David Mitchell.

## Trama
Il detective della Polizia di Seattle Nick Ford e un collega cinese Wu Yin si uniscono le forze per assicurare alla giustizia un boss della droga vietnamita chiamato Tiger che ha ucciso il collega di Ford.